# بوب هارينجتون
بوب هارينجتون (بالإنجليزية: Bob Harrington)‏ هو عازف جاز أمريكي، (و. 1912 – 1983 م).